# Cryptopimpla flavopterum
Cryptopimpla flavopterum är en stekelart som beskrevs av Dali Chandra och Gupta 1977. Cryptopimpla flavopterum ingår i släktet Cryptopimpla och familjen brokparasitsteklar. Inga underarter finns listade i Catalogue of Life.